# Sian Ka’an
Sian Ka’an – rezerwat biosfery we wschodniej części Jukatanu w południowym Meksyku, od 1987 roku wpisany na listę światowego dziedzictwa UNESCO.
Ochroną objęto tu podmokłe tereny wybrzeży Morza Karaibskiego z namorzynami i okresowo zalewanymi lasami równikowymi, a także przybrzeżne rafy koralowe.
Wśród przedstawicieli fauny spotyka się tu czepiaki, wyjce, tapiry, krokodyle, pekari i inne. Rezerwat jest też siedliskiem ponad 300 gatunków ptaków.

## Galeria

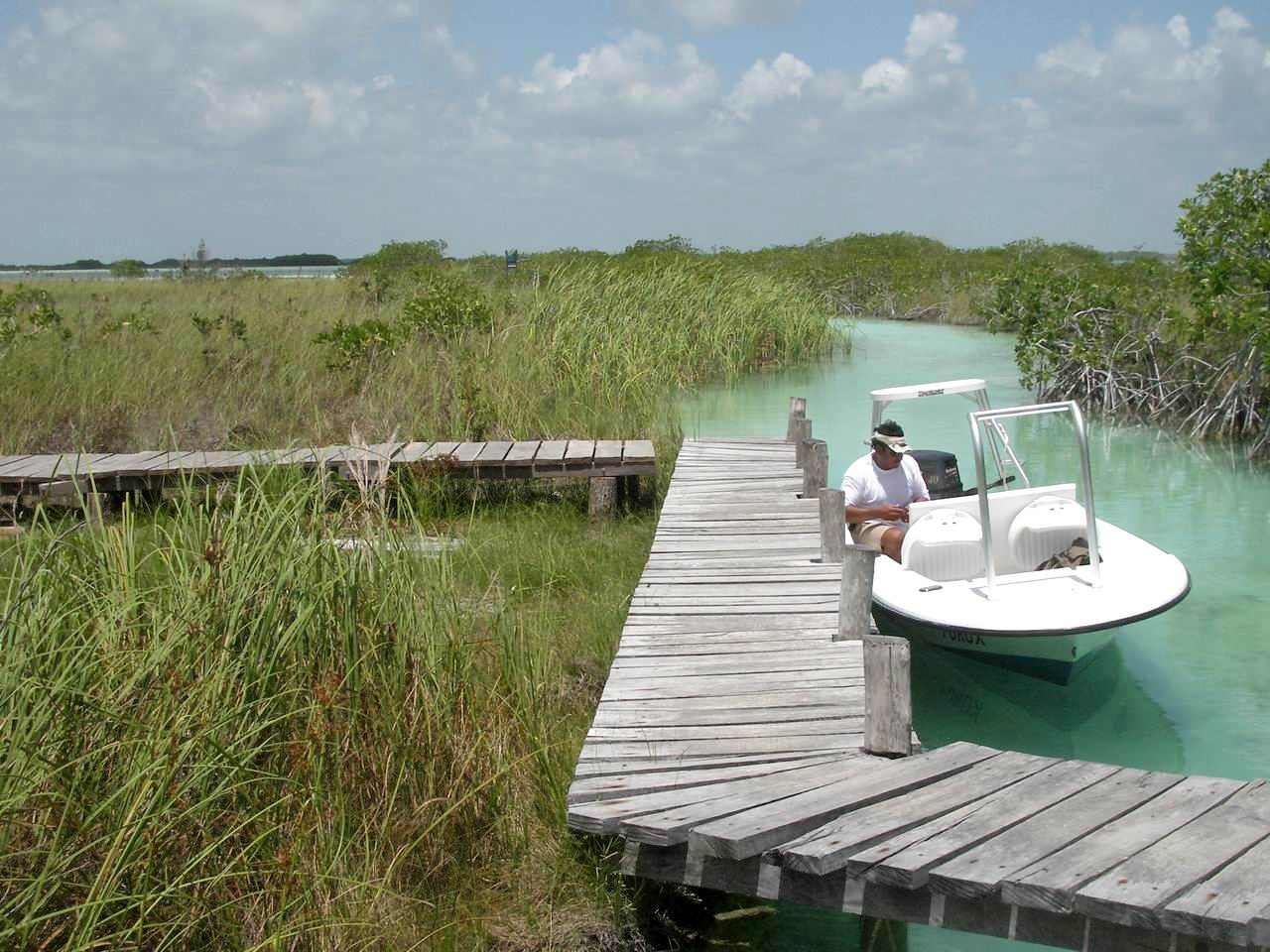
Łódź wycieczkowa przy pomoście
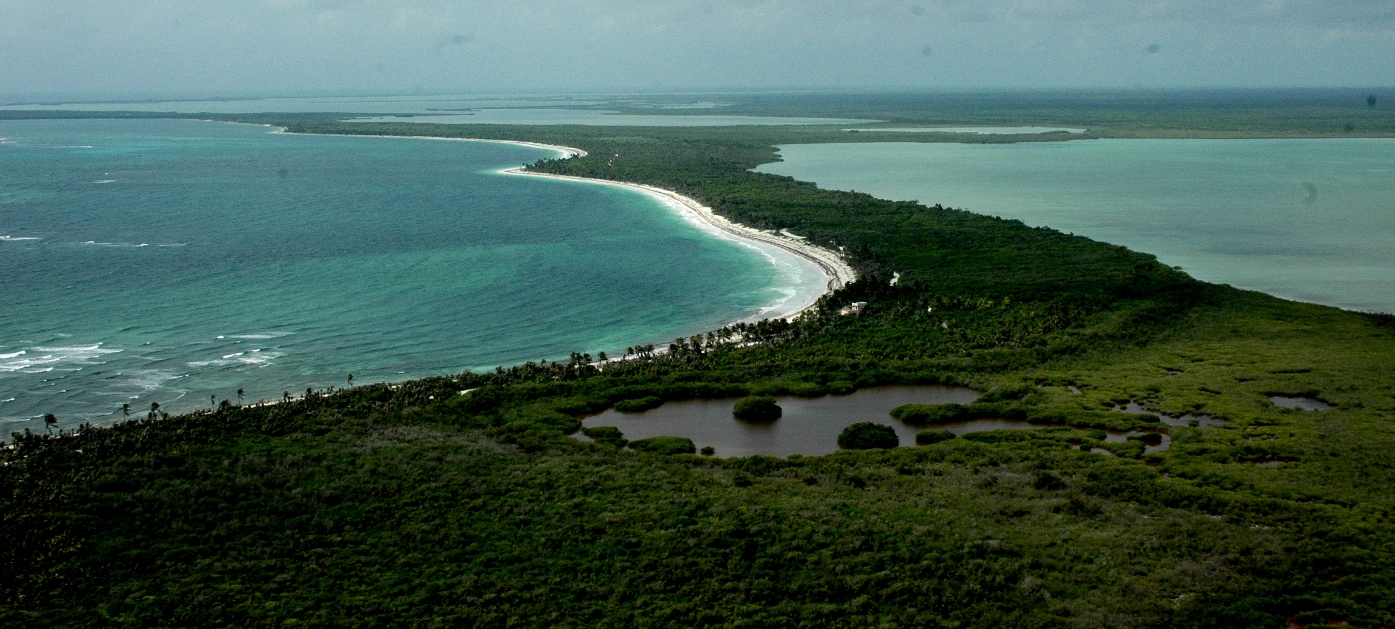
Widok na laguny z lotu ptaka
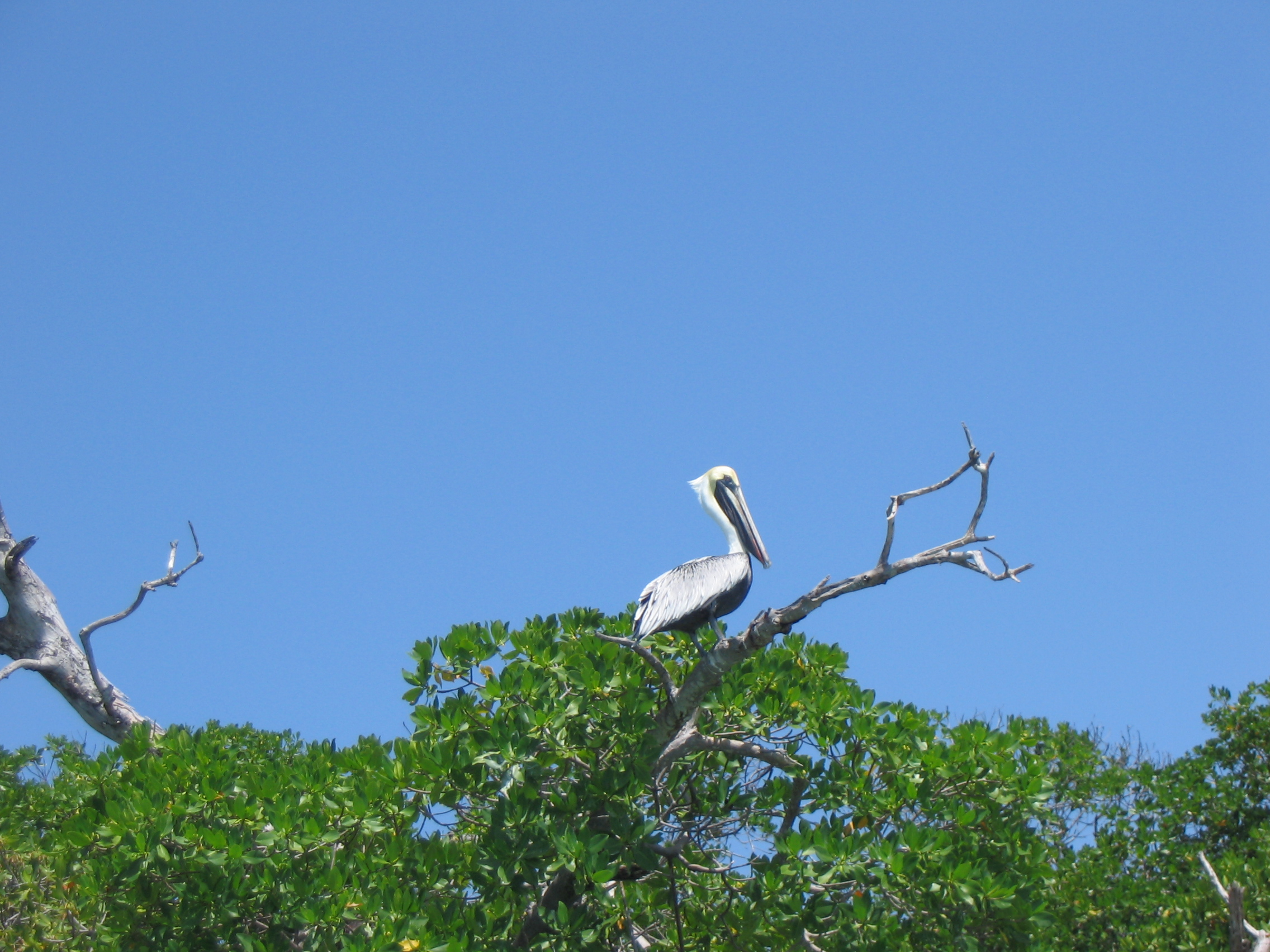
Pelikan na drzewie w Sian Ka'an
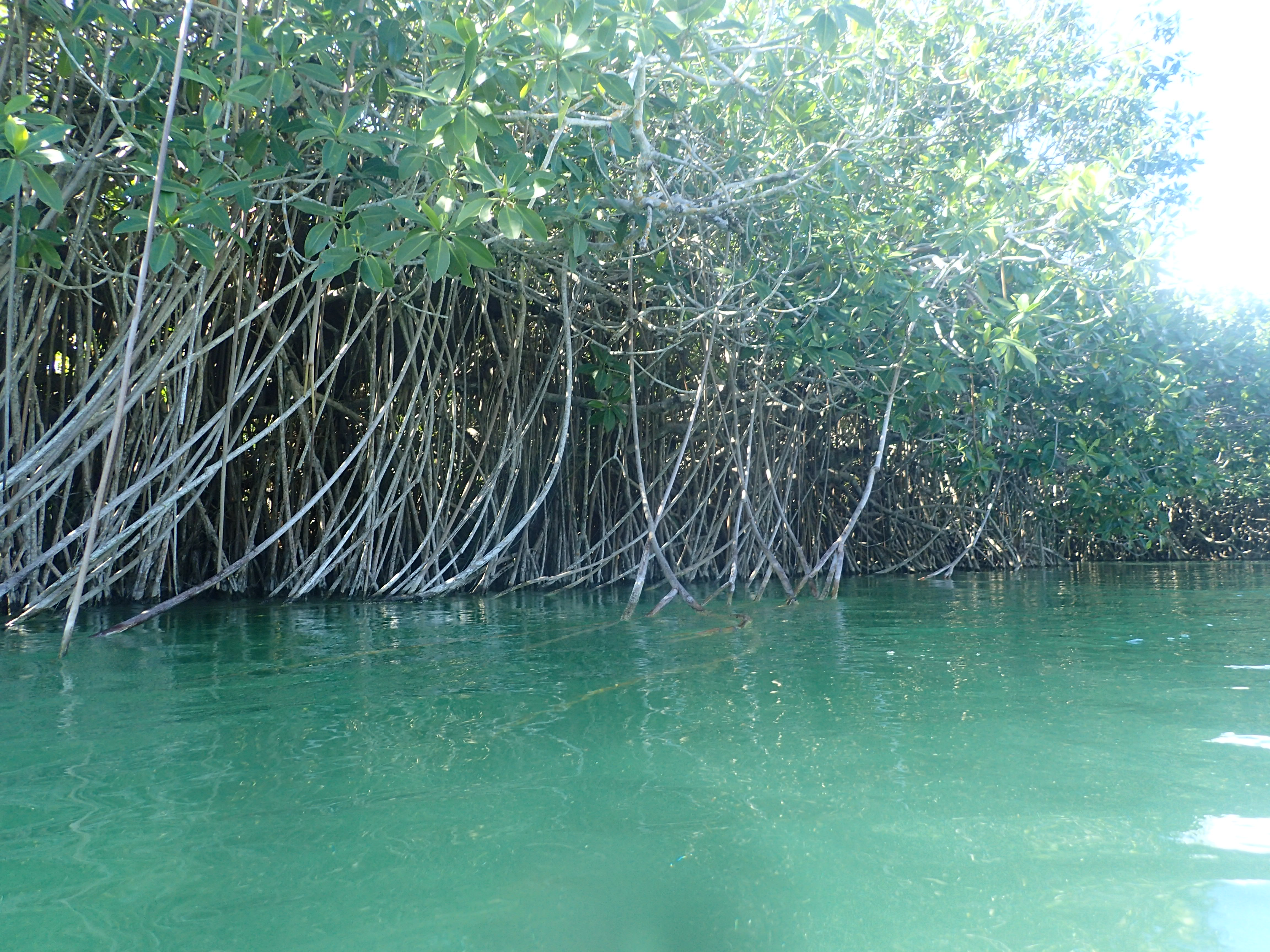
Las mangrowy na terenie rezerwatu
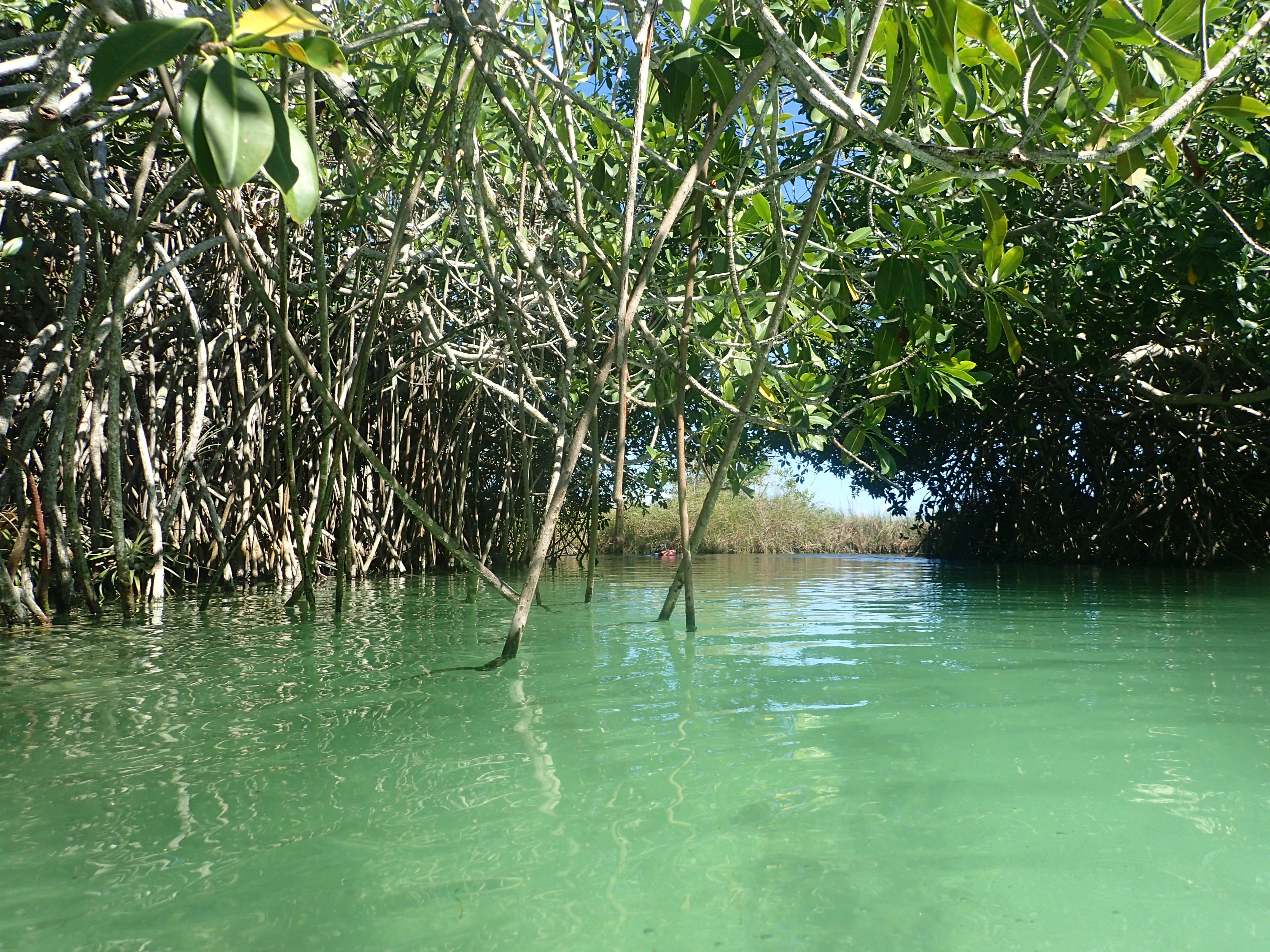
Kanał pośród lasu namorzynowego
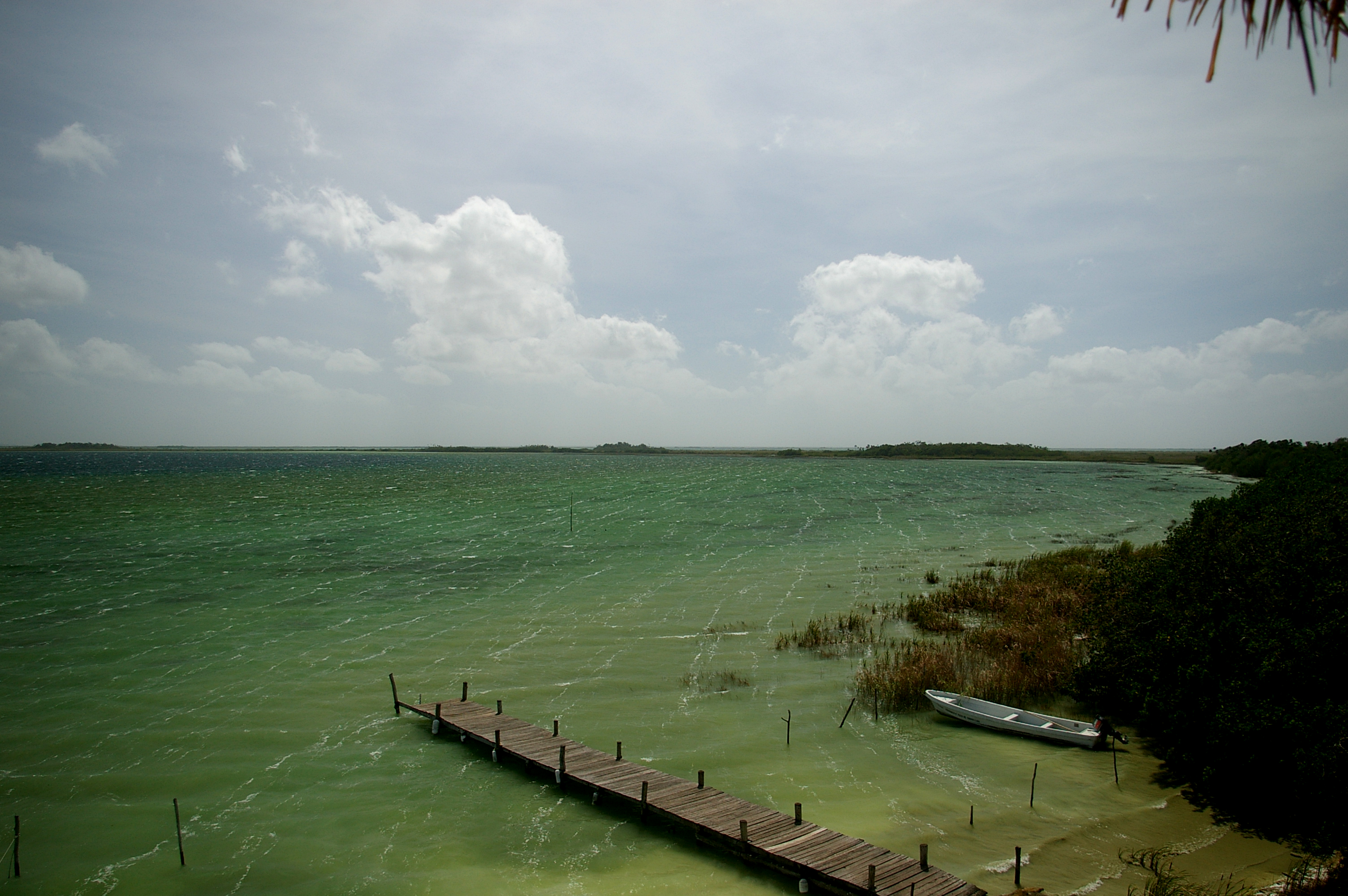
Laguna w okolicy Muyil